# Sladi
Sladi is een bestuurslaag in het regentschap Pasuruan van de provincie Oost-Java, Indonesië. Sladi telt 3028 inwoners (volkstelling 2010).